# 中正路 (彌陀區)
中正路（Zhongzheng Rd.）為高雄市彌陀區的重要道路，連結彌陀近海市郊，本道路以東、西、南、北方位包含中正路共分成五個部分。除中正北路為東西向外，中正路、東路、南路、西路呈近乎垂行。其中，中正東路連南路編號台17線。中正東路北起接鹽埕大路，沿途行經彌陀市區外環，南至中正南路口延續台17線往南。中正南路則始於另一處，北起於新生街、中正路自由巷及中正南路1巷口接中正路，途中於中正東路口接續其台17線至四維路口接梓官區信義路。中正路則屬一般道路，北起鹽港一路口接鹽埕大路，南於新生街、中正路自由巷及中正南路1巷口接中正南路。中正西路北起鹽港一路口接鹽港中路，南止於海尾路口接進學路。中正北路東起於中正路口，西止於中正西路口接光和路。是彌陀區往來梓官區主要道路、及北高雄沿海聯外楠梓區右昌之間的重要道路之一。

## 行經行政區域
- 彌陀區

## 分段
中正路共分成五個部分：
- 中正路：北起中正路374巷口接鹽埕大路，南於新生街、中正路自由巷及中正南路1巷口接中正南路。
- 中正東路：北起於鹽埕大路口，南止於中正南路口。屬台17線。
- 中正南路：北起於新生街、中正路自由巷及中正南路1巷口接中正路，南止於四維路口接梓官區信義路。中正東路口至四維路屬台17線。
- 中正西路：北起鹽港一路口接鹽港中路，南止於海尾路口接進學路。
- 中正北路：東起於中正路口，西止於中正西路口接光和路。

## 沿線設施
（中正路、東、南、西路由北至南，中正北路由東至西。）
- 中正路
  - 彌陀公園（中正路281巷50號）
    - 高雄市立圖書館彌陀公園分館（彌陀公園內）

  - 彌陀禪寺（中正路340號）
  - 高雄市彌陀區彌陀國小（中正路213號）
  - 7-Eleven彌盛門市
  - 新光銀行彌陀簡易型分行
  - 高雄市政府警察局岡山分局彌陀分駐所（中華路16號）
  - 彌陀區公有市場（中華路53號）
  - 全家便利商店彌陀彌仁店
  - 彌陀區漁會信用部（中正路9號）
  - 彌陀郵局（中正路7號）
- 中正東路
  - 鹽埕大路
  - 台灣中油彌陀加油站（鹽埕大路138號）
  - 永順汽車修配廠（中正東路131之50號）
  - 彌陀區衛生所（中華路1巷5弄1號）
  - 彌陀區農會（中華路2號）
  - 彌陀區公所（页面存档备份，存于）（中華路4號）
  - 吳家燕尾古厝（中華路4號對面）
  - 彌陀慈惠堂（中華路33之1號）
  - 彌陀古聖廟（中正路自由巷89號）
  - 中正南路
- 中正南路
  - 中華基督教浸信會真道堂（中正南路45號）
  - 中正東路
  - 二高新村
  - 正合味食品企業有限公司（中正南路28號）
  - 漯底山自然公園（四維路、山頂路口）
- 中正西路
  - 彌陀公園（西側）
  - 高雄市政府消防局彌陀分隊（中正北路7號）
  - 高雄市彌陀區彌陀國小後門（中正路213號）
  - 台灣基督教長老教會彌陀教會
  - 彌陀玄天宮
  - 彌壽宮（中正西路11號 ）
  - 7-Eleven彌進門市（進學路33號）
  - 海尾社區
  - 高雄市彌陀區彌陀國中（页面存档备份，存于）（進學路136號）
- 中正北路
  - 高雄市彌陀區彌陀國小（中正路213號）
  - 彌陀公園（南側）
    - 高雄市立圖書館彌陀公園分館（彌陀公園內）

  - 高雄市政府消防局彌陀分隊（中正北路7號）

## 公共自行車
- 高雄市公共自行車租賃系統：
  - 彌陀彌壽宮：中正西路11號
  - 彌陀國小：中正路213號

## 公車資訊
- 高雄客運
  - 8018 岡山－南寮
  - 8021 鳳山－彌陀
  - 8043 高雄火車站－台17線－茄萣
  - 8045 高雄火車站－赤崁－舊港口－岡山
  - 紅72 捷運南岡山站－橋頭車站－彌陀國小－永安區公所